# Saint-Martin-d’Août
Saint-Martin-d’Août ist eine französische Gemeinde im Département Drôme. Saint-Martin-d’Août gehört zum Arrondissement Valence und zum Kanton Drôme des collines (bis 2015: Kanton Saint-Vallier). Die Gemeinde hat 389 Einwohner (Stand: 1. Januar 2022). 

## Geographie
Saint-Martin-d’Août liegt etwa 33 Kilometer nordnordöstlich von Valence. Umgeben wird Saint-Martin-d’Août von den Nachbargemeinden Châteauneuf-de-Galaure im Norden und Westen, Hauterives im Nordosten, Tersanne im Osten und Südosten sowie Saint-Avit im Süden.

## Bevölkerungsentwicklung
| Jahr                       | 1911 | 1962 | 1968 | 1975 | 1982 | 1990 | 1999 | 2006 | 2013 |
| -------------------------- | ---- | ---- | ---- | ---- | ---- | ---- | ---- | ---- | ---- |
| Einwohner                  | 420  | 282  | 271  | 240  | 246  | 258  | 296  | 351  | 388  |
| Quellen: Cassini und INSEE |      |      |      |      |      |      |      |      |      |

## Sehenswürdigkeiten

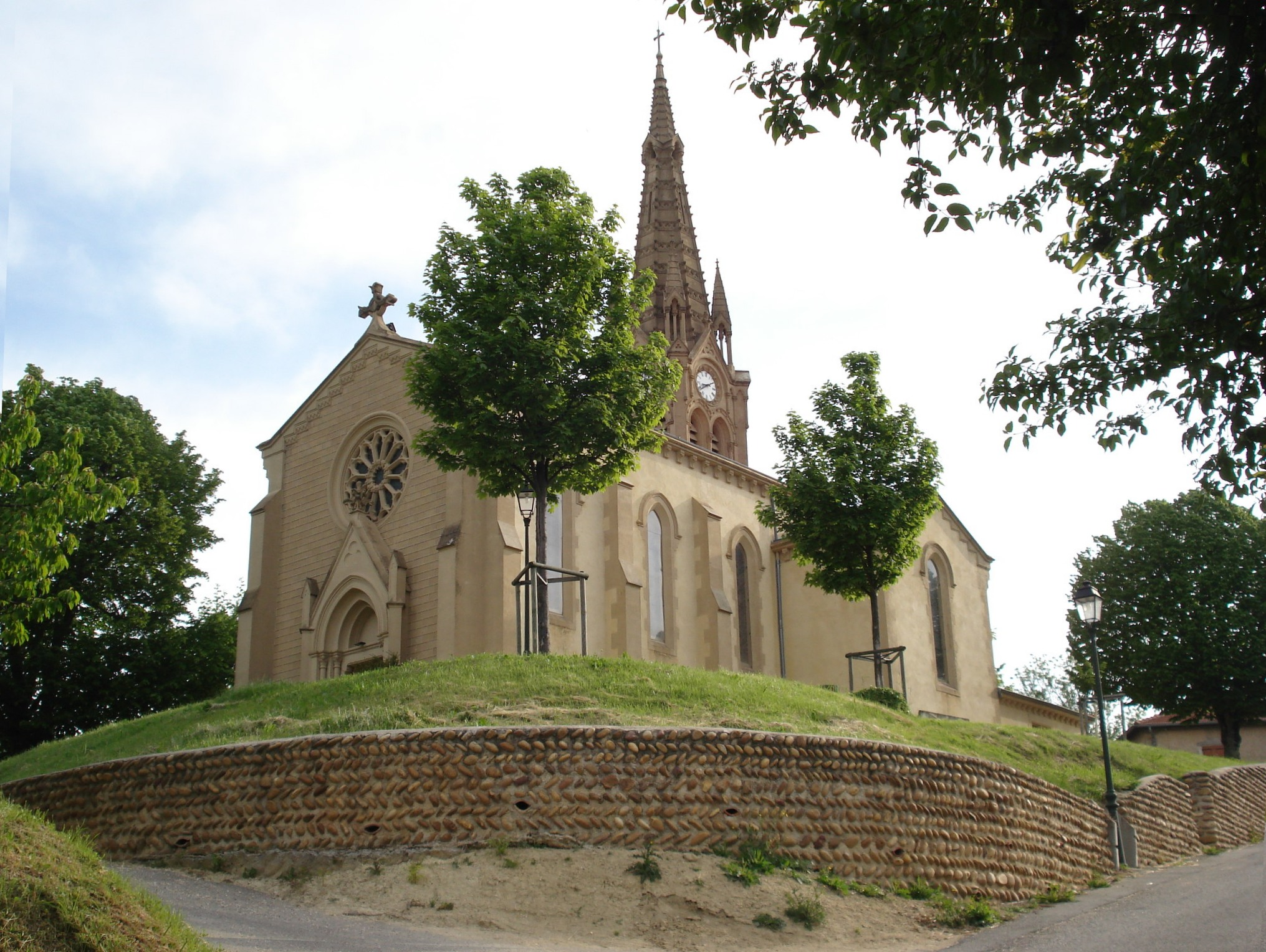
Kirche

- Kirche